# Versace verde de Jennifer Lopez

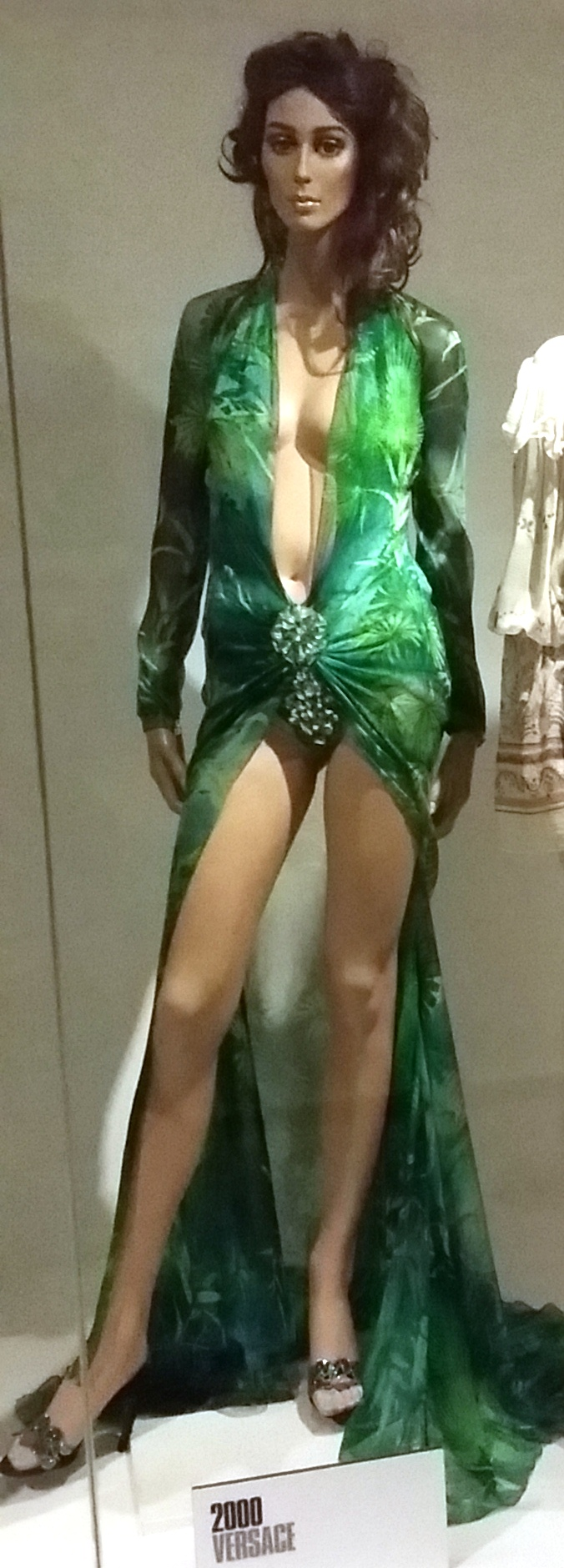
El vestido verde de Versace de Jennifer López expuesto en el Museo de la Moda en Bath como parte de su colección de Vestidos del Año.

La artista y actriz estadounidense Jennifer Lopez lució un exótico y audaz vestido de gasa de seda verde de Versace para la 42ª ceremonia de los Premios Grammy celebrada el 23 de febrero de 2000. La tela transparente tenía impresa un estampado con hojas tropicales y bambú, y mostraba un escote en pico que bajaba hasta más allá del ombligo de Lopez, donde el vestido estaba adornado con un broche de citrinos. 
Esta prenda recibió al instante una amplia cobertura mediática global, y se ha citado, junto con el Versace negro de Elizabeth Hurley, como uno de los vestidos de más alto perfil que realizó la casa Versace. Además, esta prenda fue descrita como un punto de inflexión en la carrera de la diseñadora Donatella Versace después de la muerte de su hermano, Gianni Versace. Fue elegido por la periodista de moda Lisa Armstrong para representar el año 2000 en la colección del Vestido del Año del Museo de la Moda de Bath, momento en el cual fue descrito como un ejemplo clave de la estrecha relación entre las modas, las celebridades y la publicidad. 
Un duplicado del vestido se exhibe en el Museo Grammy, mientras que, a partir de 2015, la propia Lopez todavía tenía el vestido original.

## Antecedentes
Antes de hacerse famoso en la alfombra roja de los Premios Grammy, el vestido fue presentado en la pasarela por la modelo Amber Valletta, y también apareció en la campaña publicitaria principal de Versace ese año; Steven Meisel también lo fotografió en La Valeta. Andrea Lieberman, estilista de Lopez en ese momento, comentó: "Versace y Jennifer se pertenecían. Fue realmente natural".
En 2000, el vestido tenía un valor de mercado de aproximadamente 15.000 dólares. La Spice Girl Geri Halliwell usó el mismo vestido para los NRJ Music Awards en Francia en enero de 2000, aproximadamente un mes antes de que Lopez lo usara; sin embargo, al hacerlo, no recibió la misma cantidad de atención mediática que Lopez La propia diseñadora también lo llevó a la Gala Met del 6 de diciembre de 1999.
Lopez llegó a la alfombra roja de los 42º Premios Grammy en compañía de su entonces pareja Sean Combs. La actriz y cantante monopolizó de inmediato la atención y la curiosidad del público y los fotógrafos en el evento. El actor David Duchovny apareció en el escenario con Lopez para presentar el premio al Mejor Álbum de R&B y declaró a la audiencia: "Esta es la primera vez en cinco o seis años que estoy seguro de que nadie me está mirando". Al decir esto, provocó la risa de la audiencia y de Lopez. 

## Diseño
Diseñado por Donatella Versace, ha sido descrito como "verde selva", "verde mar" o "verde tropical", un vestido verde de manga larga con toques azulados para dar una apariencia exótica. Es un vestido de gasa de seda transparente con un patrón de hojas tropicales y bambú, con una entrepierna de citrinos. El vestido "tenía un escote en pico que bajaba hasta varios centímetros por debajo de su ombligo, donde se abrochaba con un broche brillante y luego se abría nuevamente", exponiendo el abdomen y luego cortando la parte delantera de las piernas como una bata de baño dejando estas totalmente al descubierto. El vestido caía abierto por detrás hasta el suelo. Debajo del vestido, López llevó un par de pantalones cortos de traje de baño en tono beige y mantuvo el vestido en su sitio usando cinta adhesiva de moda de doble cara.

## Recepción
El vestido fue discutido por especialistas de la moda y el entretenimiento durante semanas después del evento, con especiales de televisión dedicados y portadas de revistas. Las imágenes de Lopez con el vestido verde se descargaron de la página web de los Grammy 642.917 veces en solo 24 horas después del evento. El vestido ha sido citado, junto con el vestido negro de Versace de Elizabeth Hurley, como los vestidos más icónicos que realizó la casa Versace. La revista Vibe dijo: "Jen Lo hizo del tejido verde diáfano de Donatella Versace una llamada nacional a las armas". Otros han argumentado que el vestido llevó a López a convertirse en "uno de los iconos más glamurosos y publicitarios de la alfombra roja".
Lopez se sorprendió por la enorme cobertura de los medios, declarando en una entrevista: "Era un lindo vestido. No tenía idea de que iba a convertirse en una gran cosa". Donatella más tarde reveló que el vestido fue el punto de inflexión de su carrera, diciendo que los medios de comunicación ahora tenían confianza en su propio trabajo, después de la muerte de Gianni Versace. Dijo a la prensa canadiense: "Fue un éxito inesperado. Al día siguiente, ella [Jennifer López] estaba en todas partes y la gente hablaba de ella con ese vestido. Fue uno de esos momentos como el que tuvo Gianni [Versace] con Elizabeth Hurley e imperdibles para la ropa ". El vestido ha sido referido muchas veces como "notorio" y "famoso" debido a su audacia.
En la 72.ª edición de los Premios Óscar en marzo de 2000, durante una actuación paródica el cocreador de South Park, Trey Parker lució una imitación del Ralph Lauren rosa de Gwyneth Paltrow que el año anterior también había causado gran impacto, junto a Matt Stone con una imitación del Versace verde de Lopez.
El Museo de la Moda de Bath le pidió a Lisa Armstrong del The Times que eligiera un atuendo para representar el año 2000 para su colección "Vestido del Año". Si bien Armstrong inicialmente consideró elegir el vestido de Hussein Chalayan, finalmente se decidió por el vestido de Versace, argumentando que debido a la gran atención de los medios que había recibido al ser usado por López, Halliwell, y otras famosas, el vestido representaba "algún tipo de alta marca de agua en la simbiosis actual entre moda y celebridad". Versace posteriormente donó un duplicado del vestido al Museo. Otro duplicado se exhibe en el Museo Grammy en Los Ángeles. Desde 2015, el vestido original permanece en posesión de López.
El 15 de octubre de 2002 en el Radio City Music Hall de Nueva York, López recibió el VH1 Vogue Fashion Award como la estrella más influyente del año. El premio fue presentado por la misma Versace.
En una encuesta de Debenhams, publicada en el The Daily Telegraph en 2008, el vestido fue votado como el quinto vestido sobre la alfombra roja más emblemático de todos los tiempos.
En enero de 2015, el presidente de Google, Eric Schmidt citó la atención masiva a este vestido como una motivación para la creación del buscador de Google Imágenes. En 2000, los resultados de la búsqueda en Google se limitaban a páginas simples de texto con enlaces, pero los desarrolladores trabajaron esto aún más, dándose cuenta de que se requería también una búsqueda de imágenes para responder a "la consulta de búsqueda más popular" que habían visto hasta la fecha: el vestido verde de Jennifer Lopez.
En 2017, el canal hermano de YouTube de WatchMojo.com, clasificó el vestido en la cima de su lista de "Los 10 conjuntos de la alfombra roja de los Grammy más memorables", y escribió: "Algunos vestidos rezuman atractivo sexual, pero el atrevido conjunto de J.Lo lo gritó desde los tejados y todavía lo hace incluso después de todos estos años".
Lopez modeló una versión reinventada del vestido en el desfile de Versace de Primavera 2020 durante la Semana de la Moda de Milán en septiembre de 2019.